# Immobilienmanagement
Immobilienmanagement ist das ganzheitliche, nachhaltige und lebenszyklusorientierte Management von Immobilien, insbesondere das Verwalten, Vermieten und Vermarkten von Immobilien zum Zwecke eines langfristigen optimalen Einsatz der Ressource Immobilie über den ganzen Lebenszyklus.

## Übersicht
Das Immobilienmanagement ist ein Fachgebiet der Betriebswirtschaftslehre, im Besonderen der Immobilienwirtschaft. Es umfasst im eigentlichen Sinne die Projektentwicklung, das Projektmanagement für Planung und Ausführung und das Facilitymanagement für die Immobilien- und Gebäudebewirtschaftung. Dies umfasst auch im weiteren Sinne das Baubetriebswesen, beispielsweise mit Corporate-Real-Estate-Management und Construction Management.
Grundlegende Aufgaben beinhalten das kaufmännische, das technische und das infrastrukturelle Management von Immobilien, wie das Facilitymanagement. Der Tätigkeitsbereich erstreckt sich somit von der Vermietung und Buchhaltung über die Wartung und Reparatur bis hin zur Organisation weiterer Dienstleistungen wie Wachschutz und Reinigung.
Ein leistungsfähiges Immobilienmanagement analysiert den Kundenbedarf, kann umfassende Kenntnisse des Immobilienmarktes nachweisen und besitzt die Fähigkeit, die Komplexität des Immobilienmanagements zu verstehen und alle Komponenten konzeptionell zu vernetzen. Durch die Höhe der Investition bei Immobilien, den Zeitabständen bis zur Erfolgswirksamkeit von Entscheidungen sowie die langen Amortisationszeiträume benötigt das moderne Immobilienmanagement effiziente Controlling-Tools für alle Aufgaben der strategischen Analyse, Planung und Kontrolle.
Üblich ist die Integration moderner IT-Systeme und Datenbanken.

## Ausbildung und Studium
Aufgrund der zunehmenden Professionalisierung und fachlichen Qualifikation der immobilienwirtschaftlichen Berufsbilder
ist die Nachfrage nach fundiert ausgebildeten Fach- und Führungskräften stetig steigend. Neben der Ausbildung zum Immobilienkaufmann und Immobilienwirt werden auch diverse Studiengänge der Studienrichtung Immobilienmanagement, Immobilienbetriebswirt und Immobilienökonomie angeboten:
Universitäten
- seit 2001: Universität Stuttgart: Immobilientechnik und Immobilienwirtschaft (B.Sc. und M.Sc.)
- seit 2001: Bauhaus-Universität Weimar: Management [Bau Immobilien Infrastruktur] (B.Sc. und M.Sc.)
- seit 2006: TU Kaiserslautern: Immobilien und Facilities – Management und Technik (B.Sc. und M.Sc.)
- seit 2008: EBS Universität für Wirtschaft und Recht: Real Estate (M.Sc.)
- seit 2009: Universität Regensburg: Immobilienwirtschaft (B.Sc. und M.Sc.)
- seit 2009: TU Dortmund: Immobilien- und Baumanagement (M.Sc.)

Hochschulen (Auszug)
- Hochschule Zittau/Görlitz: Diplom in Wohnungs- und Immobilienwirtschaft
- Hochschule Biberach: MBA Internationales Immobilienmanagement in Kooperation mit der Akademie der Hochschule Biberach, der London South Bank University und Wüest + Partner
- Hochschule Mittweida: Bachelor of Engineering in Immobilienmanagement und Facilities Management
- bbw Hochschule Berlin: Bachelor Immobilienmanagement
- HAWK Hochschule für angewandte Wissenschaft und Kunst Hildesheim / Holzminden / Göttingen Fakultät Management, Soziale Arbeit, Bauen: BA Immobilienwirtschaft und -management, MA Immobilienmanagement
- Hochschule Aschaffenburg: Internationales Immobilienmanagement
- Hochschule Luzern: Bachelor of Science in Business Administration (Immobilien)
- Hochschule für Wirtschaft und Umwelt Nürtingen-Geislingen Fakultät Wirtschaft und Recht: BS Immobilienwirtschaft, MS Immobilienmanagement
- Hochschule 21: Studiengang Bau- und Immobilienmanagement
- Middlesex University in Kooperation mit der KMU Akademie
- Hochschule RheinMain: Bachelor of Engineering in Immobilienmanagement sowie ab WS2023/24 Master of Science Real Estate[3]
- Hochschule Mainz: Bachelor of Engineering in Bau- und Immobilienmanagement
- Hochschule für angewandtes Management: Bachelor of Arts in Immobilien- und Baumanagement
- Hochschule Anhalt: Master of Science in Facility- und Immobilienmanagement / Bachelor of Science in Immobilien- und Baumanagement
- Hochschule Anhalt: Bachelor Immobilienwirtschaft/Facilitymanagement
- Frankfurt University of Applied Sciences: Real Estate und Facility Management